# Villers-le-Rond
Villers-le-Rond – miejscowość i gmina we Francji, w regionie Grand Est, w departamencie Meurthe i Mozela.
Według danych na rok 1990 gminę zamieszkiwało 68 osób, a gęstość zaludnienia wynosiła 15 osób/km² (wśród 2335 gmin Lotaryngii Villers-le-Rond plasuje się na 977. miejscu pod względem liczby ludności, natomiast pod względem powierzchni na miejscu 1052.).